# Белоберезковское городское поселение
Белоберезко́вское городское поселение — муниципальное образование в юго-западной части Трубчевского района Брянской области. Административный центр — посёлок городского типа Белая Берёзка.
Образовано в результате проведения муниципальной реформы в 2005 году, путём преобразования дореформенного Белоберезковского поссовета.
Включено в перечень монопрофильных муниципальных образований Российской Федерации (моногородов) в категорию муниципальных образований с наиболее сложным социально-экономическим положением (в том числе во взаимосвязи с проблемами функционирования градообразующих организаций).
Территория городского поселения прилегает к государственной границе России; здесь действует режим пограничной зоны.

## Население
| 2009  | 2010  | 2011  | 2012  | 2013  | 2014  | 2015  | 2016  | 2017  |
| ----- | ----- | ----- | ----- | ----- | ----- | ----- | ----- | ----- |
| 6477  | ↘6300 | ↘6282 | ↘6171 | ↘6077 | ↘6001 | ↘5977 | ↘5866 | ↘5791 |
| 2018  | 2019  | 2020  | 2021  |       |       |       |       |       |
| ↘5666 | ↘5560 | ↗5565 | ↗5886 |       |       |       |       |       |

## Населённые пункты
| № | Населённый пункт       | Тип     | Население |
| - | ---------------------- | ------- | --------- |
| 1 | Белая Берёзка          | пгт     | ↗5886     |
| 2 | Знобь                  | посёлок | ↘0        |
| 3 | Холмовское Лесничество | посёлок | →0        |